# 숀 링골드
숀 링골드(영어: Sean Ringgold, 1977년 11월 3일 ~ )는 미국의 배우이다. 넷플릭스 드라마 《루크 케이지》에 출연한다.